# Бибиково (Яранский район)
Би́биково —  упразднённая деревня в Яранском районе Кировской области России. Урочище на территории городского поселения Яранск.

## География
Находится в юго-западной части Кировской области, в зоне хвойно-широколиственных лесов, в междуречье Второй Ламбы и Уртмы, притоков Ярани. Ближайший существующий населённый пункт — Балдино.

### Климат
Климат характеризуется как умеренно континентальный, с умеренно холодной снежной зимой и тёплым летом. Среднегодовая температура — 2 — 2,3 °C. Средняя температура воздуха самого холодного месяца (января) составляет −13,6 °C (абсолютный минимум — −46 °С); самого тёплого месяца (июля) — 18,3 °C (абсолютный максимум — 37 °С). Безморозный период длится в течение 117 дней. Годовое количество атмосферных осадков — 639 мм, из которых 405 мм выпадает в период с апреля по октябрь. Снежный покров держится в течение 162 дней.

## История
Впервые упоминается как поместье дворянина стрелецкого сотника Семёна Яковлевича Бибикова в 1646 в составе трёх деревень (6 дворов, 22 человека крестьян). С соседним починком Бибиков Лом составляла единое владение.  Позже перешла в руки дворян Балахонцевых, а у них куплена дворянами Кириловыми. На конец XIX — начало XX века деревня относилась к Яранскому уезду Вятской губернии.
В 1917 в деревне организован Бибиковский крестьянский союз (председатель — А. С. Осокин).. 
Отмечается на картах как нежилая уже в 1998. До реформы 2007 земли деревни входили в Ивановский сельский округ Яранского района.

## Население
По «Ведомости о селениях Вятской губернии» на 1802 год в деревне Бибиковой Яранской округи, принадлежащей поручику Ивану Гущину числилось 15 душ помещичьих крестьян в 4 дворах
По «Списку населённых мест Вятской губернии по переписи населения 1926 года» в деревне Большепольского сельсовета числилось 38 крестьянских дворов и 2 прочих, в которых проживало 190 человек, из которых 79 мужчин и 111 женщин. По переписи 1939 года — 36 хозяйств и 110 жителей, на 1950 год 47 человек в 15 дворах. По Всесоюзной переписи 1959 года 35 жителей, на 1970 год — 23 жителя.